# Culicoides monoensis
Culicoides monoensis är en tvåvingeart som beskrevs av Wirth 1952. Culicoides monoensis ingår i släktet Culicoides och familjen svidknott.
Artens utbredningsområde är Kalifornien. Inga underarter finns listade i Catalogue of Life.